# Biomphalaria angulosa
Biomphalaria angulosa es una especie de molusco gasterópodo de la familia Planorbidae en el orden de los Basommatophora.

## Distribución geográfica
Se encuentra en Malaui Tanzania y Zambia.    